# نیو سیلم-بافینگتون (پنسیلوانیا)
نیو سیلم-بافینگتون (به انگلیسی: New Salem-Buffington) یک منطقهٔ مسکونی در ایالات متحده آمریکا است که در پنسیلوانیا واقع شده‌است. نیو سیلم-بافینگتون ۸۰۸ نفر جمعیت دارد.